# Kanárské ostrovy
Kanárské ostrovy (španělsky Canarias nebo Islas Canarias) jsou jedním ze 17 autonomních společenství (vyšších územních jednotek) Španělska. Území tak patří jak politicky, tak i ekonomicky do Evropské unie. Je to souostroví sedmi hlavních ostrovů – Tenerife, Fuerteventura, Gran Canaria, Lanzarote, La Palma, La Gomera, El Hierro – a několika dalších menších ostrůvků sopečného původu (La Graciosa, Alegranza, Isla de Lobos, Montaña Clara, Roque del Oeste a Roque del Este) v severním Atlantiku. Kanárské ostrovy leží přibližně 100 km západně od pobřeží Maroka a Západní Sahary. Náleží do geografické oblasti Makaronésie (Macoronesia), spolu s Kapverdami, Madeirou a Azorskými ostrovy. Název souostroví je odvozen z latinského označení pro psa: „canis“, protože tyto ostrovy byly podle legendy hlídány obrovskými psy. V dávných dobách se těmto ostrovům říkalo „šťastné ostrovy“. Kanárské ostrovy jsou nejjižnější bod Španělska, jsou také největším a nejlidnatějším souostrovím oblasti Makaronésie. Díky své poloze byly Kanárské ostrovy považovány za most čtyř kontinentů - Afriky, Severní Ameriky, Jižní Ameriky a Evropy. Hlavními městy jsou Santa Cruz de Tenerife a Las Palmas de Gran Canaria. Od teritoriálního oddělení Španělska v roce 1833 do roku 1927 byl Santa Cruz de Tenerife jediným hlavním městem Kanárských ostrovů. Následně v roce 1927 byl vydán dekret, že hlavní město by mělo být rozděleno do dvou měst. To platí dodnes. Třetím největším městem Kanárských ostrovů je San Cristóbal de La Laguna (Světové dědictví UNESCO), ležící na severovýchodu ostrova Tenerife.

## Etymologie
Kanárské ostrovy dostaly svůj název podle latinského slova canis, čili pes. Podle zmínky dějepisce Plinia staršího dostal jeden z ostrovů v 1. stol. jméno Canaria (Psí ostrov), když skupina mořeplavců vyprávěla, že se tam setkala se smečkami psů obrovitého vzrůstu. Španělé potom název upravili na Gran Canaria a v podobě Islas Canarias začali užívat pro celé souostroví.

## Historie

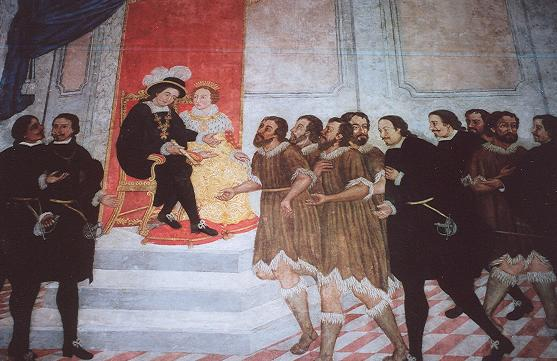
Kapitulace krále Tenerify před katolickými Veličenstvy, králem Ferdinandem II. Aragonským a královnou Isabelou Kastilskou, autor: A. F. de Lugo

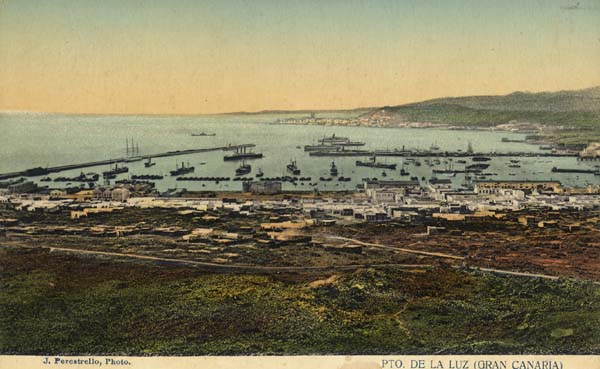
Přístav La Luz v roce 1912, Las Palmas de Gran Canaria

První obyvatelé přišli na Kanárské ostrovy ze severní Afriky pravděpodobně okolo roku 3 000 před n. l. Ve 2. století před n. l. přišli na ostrovy Guančové, rovněž ze severní Afriky. Guančové žili převážně usedle v malých vesnicích, používali kamenné nástroje a věnovali se jednoduchému zemědělství. Jejich jazyk je doložen jen fragmentárně v podobě několika vět a jednotlivých slov včetně základních číslovek. I z těchto zbytků je však zřejmé, že jazyk patřil do berberské skupiny afroasijské jazykové rodiny. Guančové měli světlejší pleť a žili na úrovni mladší doby kamenné. Nepoužívali lodě, takže populace jednotlivých ostrovů byly od sebe izolované.
Kanárské ostrovy byly ve starověku známé díky řeckým a římským mořeplavcům. Antický geograf Klaudios Ptolemaios, žijící v egyptské Alexandrii, je v roce 150 n. l. uvádí na své mapě. V následujících stoletích se však na ostrovy „zapomnělo“. V roce 1312 je znovuobjevil Janovan Lanzarotto Malocello. V průběhu 14. století na Kanárské ostrovy dopluli Italové, Portugalci a Katalánci. Na počátku 15. století dobyl ostrov El Hierro francouzský mořeplavec Jean de Béthencourt pro Kastilskou korunu. V té době žilo na ostrovech okolo 35 000 Guančů. Žili především na ostrovech Gran Canaria a Tenerife (30 000), La Palma (4 000) a El Hierro (1 000). Na zbylých hlavních ostrovech žilo jen pár stovek obyvatel. V roce 1479 získali ostrovy na základě smlouvy s Portugalskem Španělé, a to výměnou za Azorské ostrovy, Kapverdy a Madeiru. Následoval boj s Guanči, ve kterém španělská přesila zvítězila, takže v roce 1495 byly ostrovy plně pod španělskou správou. Město Santa Cruz de Tenerife se stalo důležitým přístavem pro plachetní lodě plující do Nového světa. Již v polovině 16. století italský historik Girolamo Benzoni zjistil, že původní obyvatelé ostrovů Guančové zde již nežili. Buď byli prodáni do otroctví nebo se asimilovali.
V 16. století došlo k nárůstu počtu obyvatel, kteří se usazovali zejména na ostrovech Gran Canaria a Tenerife. Hlavním zdrojem obživy obyvatel se staly produkce a vývoz cukru. Rozsáhlé plantáže cukrové třtiny však vznikaly na místě původního lesa, což způsobilo narušení ekosystému ostrovů a erozi půdy. V průběhu 16. a 17. století docházelo k častým útokům na ostrovy ze strany pirátů a otrokářů z Evropy i severozápadního pobřeží Afriky. Na ostrovech bylo v té době vystavěno několik obranných hradů a tvrzí. Poslední pokus o dobytí Kanárských ostrovů proběhl na konci 18. století ze strany britského viceadmirála Horatia Nelsona.
Levnější výroba cukru ve španělském zámoří a v oblasti Karibiku způsobila úpadek tohoto odvětví na Kanárských ostrovech. V průběhu 17. století bylo cukrovarnictví jako nejdůležitější hospodářské odvětví nahrazeno vinařstvím. Víno z Kanárských ostrovů mělo v Evropě značný ohlas. Ovšem již na samotném začátku 18. století způsobil velký válečný konflikt v Evropě, a to válka o španělské dědictví mezi evropskými mocnostmi po vymření španělské linie Habsburků, která probíhala v letech 1701–1714, velké problémy pro ekonomiku Kanárských ostrovů včetně produkce a vývozu vína. Ke konci 18. století došlo pak ke snížení výnosů z prodeje vína v důsledku vzniku silné konkurence na portugalské Madeiře a na jihu pevninského Španělska. V té době začaly vývozy košenily, což je přírodní barvivo získané z hmyzu, které je využíváno v potravinářském průmyslu. Toto zboží se exportuje dodnes. Ve druhé polovině 19. století a v průběhu 20. století byly založeny rozsáhlé banánové plantáže a tím se stal významný vývoz banánů.
V průběhu 19. století docházelo k soupeření mezi největšími ostrovy Tenerife a Gran Canaria. To skončilo až rozdělením Kanárských ostrovů na dvě provincie, a sice západní provincii, kterou tvoří Tenerife, La Palma, La Gomera a El Hierro, a východní provincii, tvořenou ostrovy Gran Canaria, Fuerteventura a Lanzarote.
V roce 1936 převzal moc nad souostrovím Francisco Franco, který sem byl po svém sesazení jako vrchní velitel španělské armády poslán vládou druhé španělské republiky jako vojenský velitel (kapitán-generál). Ve stejném roce započal Franco z obou velkých ostrovů Tenerife a Gran Canaria občanskou válku, která skončila jeho vítězstvím a nastolením frankistického režimu v celém Španělsku. Následné vyloučení Španělska z řady mezinárodních institucí způsobilo na Kanárských ostrovech v polovině 20. století hospodářskou krizi a rozsáhlou emigraci do Latinské Ameriky. Sedm let po Frankově smrti, v roce 1982, získaly Kanárské ostrovy autonomii v oblastech vzdělávání, zdravotnictví a dopravy. V současné době jsou ostrovy cílem rostoucí migrace z Afriky.
Výročí vyhlášení autonomie 30. května se slaví jako „Den Kanárských ostrovů“.

## Symboly

### Vlajka
Vlajka Kanárských ostrovů je tvořena listem o poměru stran 2:3 se třemi svislými pruhy v barvách bílé, světle modré a okrově žluté. Uprostřed prostředního pruhu je znak Kanárských ostrovů, na národní vlajce tento znak chybí.

### Hymna
Hymna Kanárských ostrovů je píseň Himno de Canarias, známá též jako Arrorró (česky Ukolébavka). Autorem textu je Benito Cabrera, hudbu složil Teobaldo Power.

## Geografie

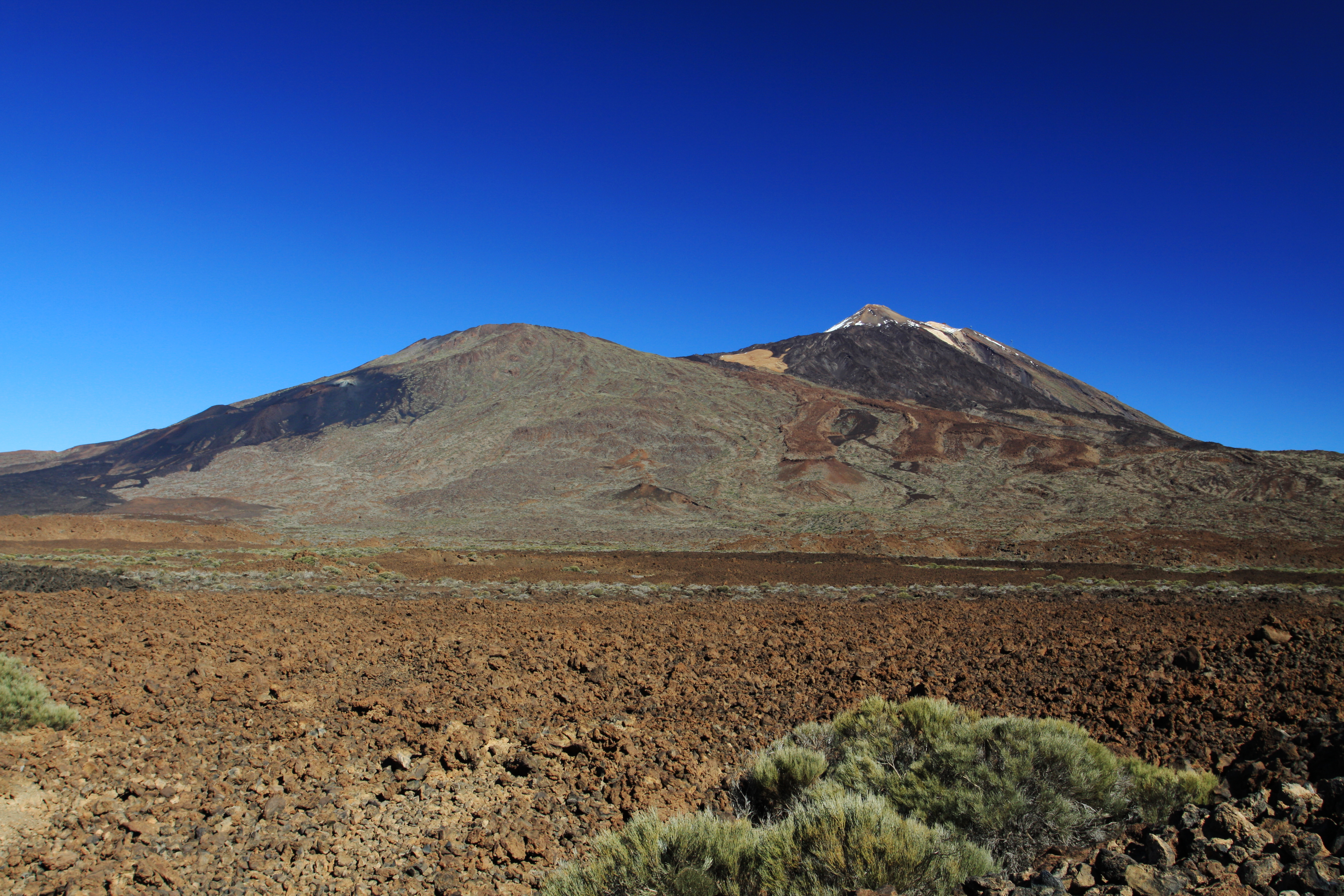
Pico Viejo, druhá nejvyšší hora Kanárských ostrovů

Největším a nejlidnatějším ostrovem Kanárských ostrovů je Tenerife. Fuerteventura je druhá největší rozlohou, Gran Canaria druhá v počtu obyvatel (celkově ale až třetí ze všech španělských ostrovů po Mallorce). Kanárské ostrovy jsou převážně hornaté, zvláště se to týká západně položených ostrovů – Gran Canaria, Tenerife, La Gomera, La Palma a El Hierro. Pohoří, horské oblasti sopečného původu a vulkány obvykle zaujímají většinu ostrova. Rozkládají se v centrální části ostrovů, ve vnitrozemí. Pico del Teide na Tenerife je s 3 715 m nejvyšší horou Španělska. Fuerteventura a Lanzarote jsou spíše kopcovité či tvořené místy vrchovinami. Nejvyšší bod Fuerteventury má 807 m, Lanzarote 670 m.
Na Kanárských ostrovech se nachází čtyři z patnácti španělských národních parků. Ke známějším náleží Národní park Teide s nejvyšší španělskou horou Pico del Teide a kráterem Las Caňadas a Národní park Timanfaya na ostrově Lanzarote s takřka martickou krajinou způsobenou výbuchy vulkánů v 18. a 19. st. V dalších dvou parcích vynikají vzácné původní vavřínové lesy na La Gomeře a oblast kaldery Caldera de Taburiente na ostrově La Palma.
Flóra je na ostrovech velmi pestrá, nechybí zde sopečná krajina, palmové oázy ani písečné duny. Na plážích bývá kromě klasického světlého písku i písek černý. Z 1 800 rostlinných druhů vyskytujících se na ostrovech je více než polovina původních. Ze stromů jsou pro Kanárské ostrovy charakteristické borovice kanárská, datlovník kanárský, jalovec cedrovitý. Na severních svazích ostrovů Tenerife, La Gomera, La Palma a Gran Canaria se nacházejí vlhké lesy a lesnatá území – tzv. fayal-brezal a laurisilva. K velmi neobvyklým stromům náleží dračinec. Z rostlin např. pryšec balzámodárný, cesmína kanárská, smil bavlníkový nebo astydamie širokolistá.
Na souostroví se vyskytují ohrožené endemity: bělozubka kanárská, netopýr kanárský, budníček kanárský, veleještěrka gomerská a veleještěrka Simonyova.

Mapa Kanárských ostrovů

## Administrativní členění
Kanárské ostrovy se administrativně člení na 2 provincie: Las Palmas a Santa Cruz de Tenerife. Metropolí regionu jsou střídavě města Santa Cruz de Tenerife a Las Palmas de Gran Canaria (v každém legislativním období sídlí v jednom z měst předseda autonomní vlády a ve druhém vicepremiér; v následujícím období si sídla vymění). Každý ze sedmi hlavních ostrovů spravuje vlastní rada nazývaná cabildo insular a tvoří samostatnou statistickou jednotku NUTS 3.

## Přehled ostrovů

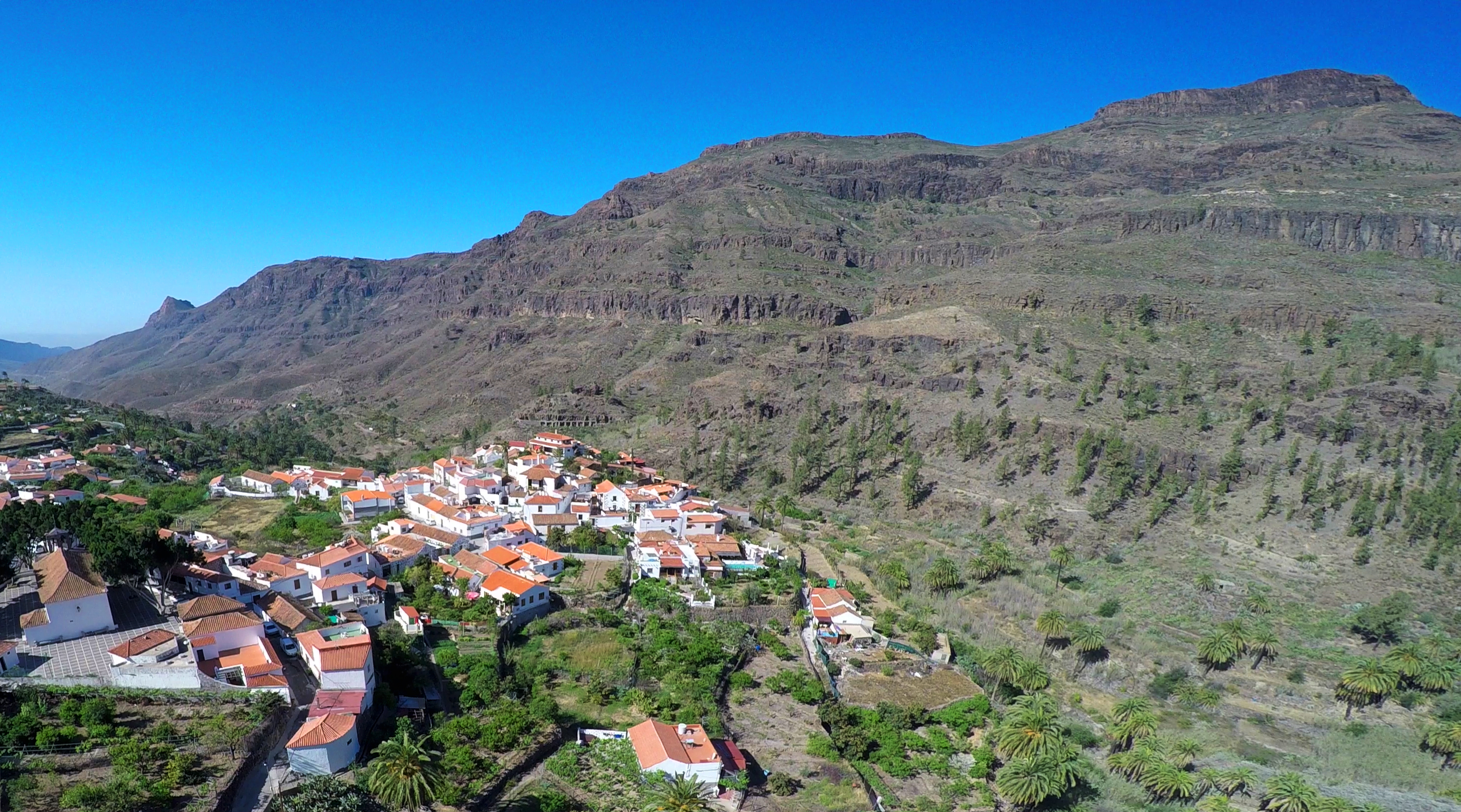
Vnitrozemí ostrova Gran Canaria

| Ostrov        | Rozloha (km²) | Populace | Lidnatost (obyv./km²) | Hlavní město               | Provincie              | Nejvyšší hora                 |
| ------------- | ------------- | -------- | --------------------- | -------------------------- | ---------------------- | ----------------------------- |
| Tenerife      | 2 034,38      | 966 354  | 435,53                | Santa Cruz de Tenerife     | Santa Cruz de Tenerife | 3715 m Pico del Teide         |
| Fuerteventura | 1 659,74      | 126 227  | 60,81                 | Puerto del Rosario         | Las Palmas             | 0807 m Pico de la Zarza       |
| Gran Canaria  | 1 560,10      | 870 595  | 531,76                | Las Palmas de Gran Canaria | Las Palmas             | 1949 m Pico de Las Nieves     |
| Lanzarote     | 845,94        | 154 530  | 164,91                | Arrecife                   | Las Palmas             | 0670 m Peñas del Chache       |
| La Palma      | 708,32        | 85 840   | 122,16                | Santa Cruz de La Palma     | Santa Cruz de Tenerife | 2423 m Roque de los Muchachos |
| La Gomera     | 369,76        | 22 426   | 61,18                 | San Sebastián de La Gomera | Santa Cruz de Tenerife | 1484 m Garajonay              |
| El Hierro     | 268,71        | 11 338   | 40,01                 | Valverde                   | Santa Cruz de Tenerife | 1501 m Pico de Malpaso        |

## Letiště, turistika, podnebí
Na každém ze sedmi hlavních ostrovů je letiště. Největší letiště jsou na Gran Canaria a dvě na Tenerife. Cestovat mezi ostrovy se dá buď letadlem nebo trajekty. V roce 2018 navštívilo Kanárské ostrovy 16 150 054 turistů a v roce 2019 počet návštěvníků mírně poklesl na 15 589 290. V roce 2007 bylo mezi návštěvníky 29 % Britů, 22 % Španělů (mimo Kanárské ostrovy), a 21 % Němců. Z ostrovů je nejvíc navštěvován Tenerife, následovaný Gran Canaria a Lanzarote. Na jihu ostrova Gran Canaria se nachází oblíbené turistické letovisko Maspalomas. Turisty je hojně navštěvován národní park Teide na Tenerife, kde je nejvyšší hora Španělska Pico del Teide (3715 m n. m.). Je to třetí největší sopka na světě. K poslední erupci na ostrovech došlo v roce 2021 na vulkanickém hřebenu Cumbre Vieja na ostrově La Palma.
Kanárské ostrovy jsou vulkanického původu. Mají příjemné subtropické klima a hezké pláže, a proto jsou oblíbenou turistickou destinací. Klima jednotlivých ostrovů se mírně liší. Je ovlivňováno větrem, tzv. pasáty, a také vlhkým Kanárským proudem. Západní ostrovy mají podnebí mírné a vlhké a jsou zde subtropické vavřínové lesy. Ostrovy blíže k Africe (Lanzarote, Fuerteventura), kde je suché podnebí, mají pouštní až polopouštní ráz. Ve vyšších polohách se daří borovým lesům. Průměrná denní teplota v zimě je 18–19 °C.

## Ekonomika

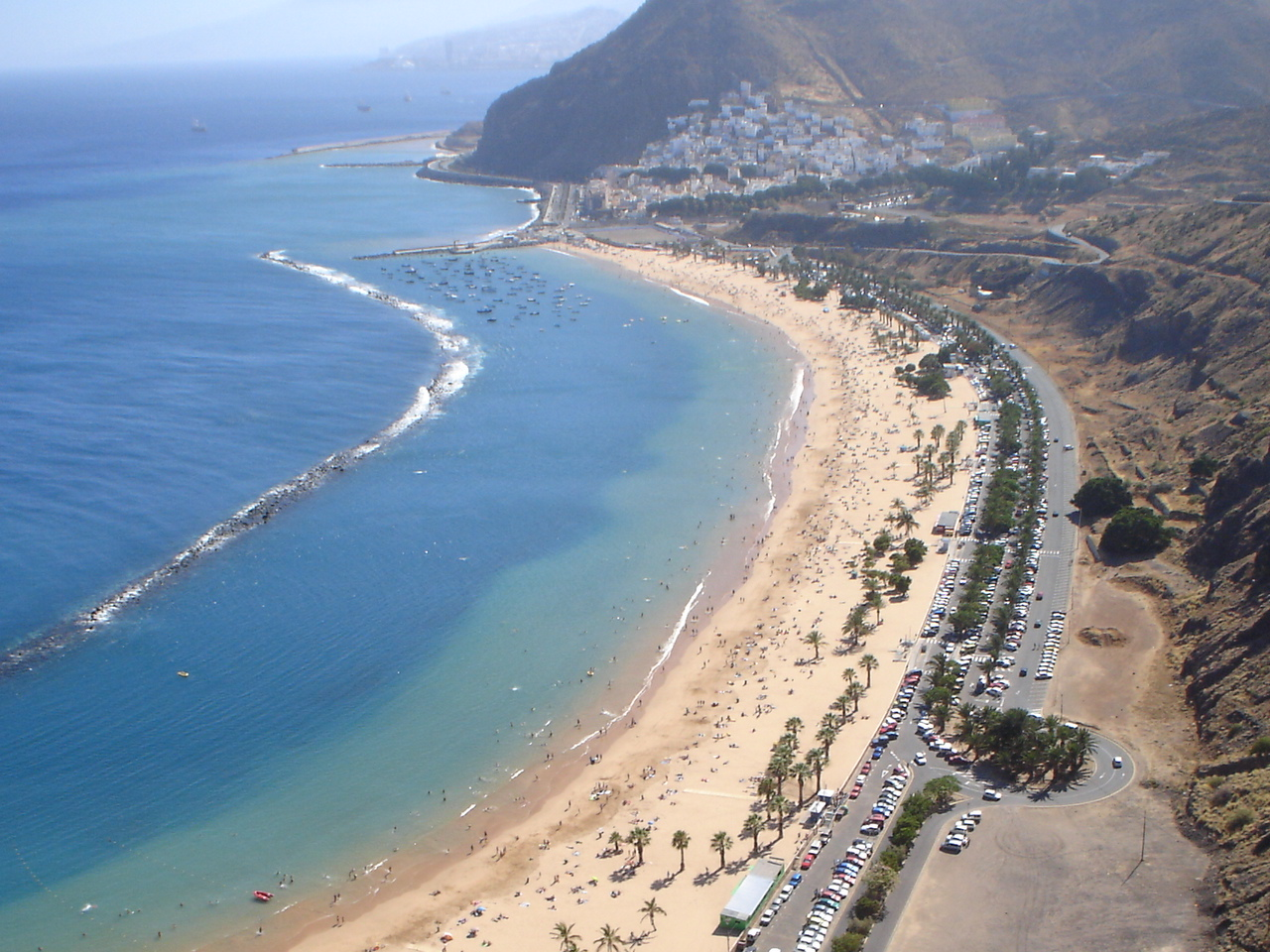
Turistická pláž Playa de Las Teresitas na ostrově Tenerife

Ekonomika Kanárských ostrovů je založena především na turistickém ruchu, který se podílí na tvorbě HDP ve výši až 80 %. Na menších ostrovech je důležité zemědělství a rybolov. Pěstují se zde banány, vinná réva a tabák.

## Tradice
Z doby Guančů pochází salto de pastor (pastýřský skok), překonávání terénních nerovnosti za pomoci dlouhé tyče. Z původně praktické záležitosti se ve dvacátém století vyvinulo sportovní odvětví. Pastýřská hůl je také atributem místního světce Pedra de Betancur.

## Gastronomie
Základem zdejší kuchyně jsou ryby, kukuřice a banány. Mezi oblíbené druhy ryb patří sapín, kanín, mořský okoun, bílá pražma a očnatec.

### Tradiční pokrmy
- Puchero Canario – „guláš“ vyrobený z dýně, zelí, sladkých brambor, vepřového a hovězího masa.
- Papas arrugadas jsou tzv. „pomačkané brambory“, tato populární příloha se skládá z malých brambor vařených doměkka ve slané vodě.
- Conejo al salmorejo neboli dušený králík s rajčaty, obvyklou přílohou pokrmu jsou papas arrugadas.
- Bienmesab – pod tímto názvem si Španělé představují velice chutný dezert s mandlovým krémem z medu, mletých mandlí, skořice a žloutků.
- Mojo – omáčka z červené či zelené papriky

### Víno
Víno, pěstované na ostrovech, bylo kdysi velmi oblíbené u zámožných Evropanů. V roce 1700 bylo však nahrazeno víny z Francie a Portugalska. Dnes se vyrábí tradiční sladké víno Malvaz na ostrově Lanzarote.
Existuje deset původních označení pro vína na ostrově: Abona, El Hierro, Lanzarote, La Palma, Tacoronte-Acentejo a další.